# ラブストーリー・イン・ハーバード
『ラブストーリー・イン・ハーバード』は、2004年11月22日から2005年1月11日にかけて大韓民国のSBSで放送されたテレビドラマ。全18話。

## あらすじ
主人公、キム・ヒョヌは法曹一家に育った。ソウル大学で法学を学び、ハーバード大学ロースクールに、満を持して入学するも、いきなり壁にぶつかる。その汚名を返上しようと、医療過誤事件の家庭教師として、同じハーバード大学のメディカルスクール3年に通う、苦学生イ・スインを家庭教師として雇う。次第に2人は惹かれていき、幾多の困難を乗り越えるが……。
前半はエリートの集うハーバード大学でのライバルとの競争・出逢い・進路等の学校社会。後半はソウルで、キムヒョム法律事務所とジェイムズユーローファームとの戦い。2つの事務所は陰謀の中で発生した環境問題で激しくぶつかる。激しい競争社会を舞台とし、愛と友情、夢と現実の狭間で悩む若者たちを描いているさわやかな青春ラブストーリー。

## キャスト
- キム・ヒョヌ：キム・レウォン
- イ・スイン：キム・テヒ
- ホン･ジョンミン：イ・ジョンジン
- ユ・ジナ：キム･ミン

- ハン・スルギ：チョン・ソルヒ
- イ・ヨング（スインの父）：イ・ユクサン
- ケインズ教授：フランク・ゴーシン
- オ・ヨンジェ：カン・ナムギル
- ファン・ユンミ：イ・ユジョン
- 事務所長：チョ・ヒョンギ
- ジェイソン：イ・チャム
- ヒョヌの父：イ・ジョンギル

## スタッフ
- 脚本：チェ・ワンギュ
- 演出：イ・ジャンス
- 演出：イ・ジンソク
- 制作：SBS

## サブタイトル
| 話数   | サブタイトル         | 話数   | サブタイトル       |
| 第01話 | いざ、ハーバードへ！ | 第10話 | ヒョヌの決意       |
| 第02話 | 意外な家庭教師       | 第11話 | 思い出の味         |
| 第03話 | 笑顔の天使。         | 第12話 | 忍び寄る病魔       |
| 第04話 | 突然のキス。         | 第13話 | ふたりきりの病室。 |
| 第05話 | 決戦の日             | 第14話 | 弁護士生命の危機。 |
| 第06話 | 救命の代償           | 第15話 | 離れられないふたり |
| 第07話 | スインの救世主       | 第16話 | 結婚生活の始まり   |
| 第08話 | それぞれの夢         | 第17話 | 踏みにじられた思い |
| 第09話 | ほろ苦い再会         | 最終話 | 永遠の愛           |